# Jack Bender
Pour les articles homonymes, voir Bender.
Jack Bender, né à Los Angeles le 25 septembre 1949, est un réalisateur, acteur, producteur et scénariste américain.

## Filmographie

### Comme réalisateur

#### Cinéma
- 1980 : A Real Naked Lady
- 1991 : Chucky 3 (Child's Play 3)
- 1995 : Lone Justice 2

#### Télévision
- 1977 : Huit, ça suffit ! (Eight Is Enough) (série TV)
- 1978 : The Paper Chase (en) (série TV)
- 1981 : Falcon Crest (série TV)
- 1982 : Fame (Fame) (série TV)
- 1982 : King's Crossing (en) (série TV)
- 1982 : Six mois pour tout apprendre (In Love with an Older Woman) (TV)
- 1983 : Two Kinds of Love (TV)
- 1984 : Ainsi soit-il (Shattered Vows) (TV)
- 1984 : Drôle de collège (High School U.S.A.) (téléfilm)
- 1985 : Messages de l'Au-delà (Deadly Messages) (TV)
- 1985 : Letting Go (TV)
- 1985 : The Midnight Hour (en) (TV)
- 1988 : Side by Side (TV)
- 1988 : Tricks of the Trade (TV)
- 1989 : Charlie (TV)
- 1989 : La Femme de mon frère (My Brother's Wife) (TV)
- 1990 : Bienvenue en Alaska (Northern Exposure) (série TV)
- 1990 : The Dreamer of Oz (en) (TV)
- 1991 : The Perfect Tribute (TV)
- 1992 : La Belle et le fantôme (Love Can Be Murder) (TV)
- 1993 : Ned Blessing: The Story of My Life and Times (en) (série TV)
- 1994 : Armed and Innocent (en) (TV)
- 1994 : Gambler V: Playing for Keeps (TV)
- 1994 : Album de famille (en) (Family Album) (TV)
- 1995 : New York News (en) (série TV)
- 1995 : Mort clinique (Nothing Lasts Forever) (feuilleton TV)
- 1996 : Vengeance à double face (A Face to Die For) (TV)
- 1996 : Rêves en eaux troubles (Sweet Dreams) (TV)
- 1996 : Profiler (TV)
- 1997 : Amitié dangereuse (Friends 'Til the End) (TV)
- 1997 : Prise d'otage sanglante (en) (Killing Mr. Griffin) (TV)
- 1997 : A Call to Remember (TV)
- 1998 : La Tempête (The Tempest) (TV)
- 1999 : Tombés du ciel (It Came From the Sky) (TV)
- 1999 : My Little Assassin (TV)
- 2000 : The David Cassidy Story (TV)
- 2000 : Lydia DeLucca (That's Life) (série TV)
- 2000 : Boston Public (Boston Public) (série TV)
- 2001 : Alias (série TV)
- 2002 : Boomtown (TV)
- 2003 : The Lone Ranger (en) (TV)
- 2003 : Le Monde de Joan (Joan of Arcadia) (série TV)
- 2003 : The Lyon's Den (en) (série TV)
- 2003 : La Caravane de l'étrange (TV)
- 2004-2010 : Lost : Les Disparus (série TV) - 36 épisodes
- 2006 : Les Soprano (série TV) - 4 épisodes
- 2012 : Alcatraz (série TV)
- 2013 : Mission: Retour vers le Passé (en) (Rewind) (téléfilm)
- 2022 : From (série TV)
- 2025 : The Institute (série TV)

### Comme acteur

#### Cinéma
- 1971 : Un singulier directeur (The Barefoot Executive) : Tom
- 1971 : La Cane aux œufs d'or (The Million Dollar Duck) : Arvin Wadlow
- 1972 : Pas vu, pas pris (Now You See Him, Now You Don't) de Robert Butler : Slither Roth
- 1978 : Tête brûlée et pied tendre (Hot Lead and Cold Feet) de Robert Butler : Farmer #3

#### Télévision
- 1973 : Chantage à Washington (Savage) (TV) : Jerry
- 1974 : Columbo : Édition tragique (Publish or Perish) (série 2) : Wolpert
- 1975 : Target Risk (TV) : Joe Cordova
- 1976 : McNaughton's Daughter (TV)
- 1978 : Sergeant Matlovich Vs. the U.S. Air Force (TV) : Allcott
- 1995 : Naomi & Wynonna: Love Can Build a Bridge (en) (TV) : Musician in Cafe

### Comme producteur
- 1997 : A Call to Remember (TV)
- 1998 : La Tempête (The Tempest) (TV)
- 1999 : Tombés du ciel (It Came From the Sky) (TV)
- 2025 : The Institute

### Comme scénariste
- 1999 : Tombés du ciel (It Came From the Sky) (TV)